# Emanuel Engel
Emanuel Engel (20. října 1844 Praha – 26. října 1907 Karlovy Vary) byl český lékař a politik, poslanec Českého zemského sněmu a Říšské rady, jedna z hlavních postav mladočeské strany.

## Životopis
Byl synem pražského lékaře Josefa Engela, profesora lékařské fakulty Karlo-Ferdinandovy univerzity, a Johanny, dcery Franze Zimmera. Jeho dědeček Franz Zimmer (1765–1842) byl první český obchodník s uměním. Jeho pozůstalost Emanuel zdědil a daroval do Národního muzea v Praze. 
Vystudoval lékařství na Karlo-Ferdinandově univerzitě v Praze, kde roku 1868 získal titul doktora všeobecného lékařství. Během studií se zapojil do veřejného života. Zpočátku projevoval literární sklony. Vydal básnickou sbírku a byl předsedou literárního družstva Ruch, které roku 1868 vydalo almanach Ruch coby výrazný generační manifest jedné větve českého písemnictví. Po dokončení školy byl lékařem v Praze, Benešově a v pozdější fázi života jako lázeňský lékař v Karlových Varech. V období let 1875–1881 pobýval v zahraničí. Žil v Paříži, byl vychovatelem v Rusku.
V letech 1883–1907 byl poslancem Českého zemského sněmu. Poprvé sem byl zvolen v zemských volbách roku 1883 jako jeden z dvanácti mladočeských poslanců. Ve volbách roku 1885 se stal i poslancem Říšské rady (celostátní zákonodárný sbor), kde zastupoval městskou kurii, obvod Kolín, Poděbrady atd. Mandát obhájil za stejný okrsek i ve volbách roku 1891. Ve volbách roku 1897 byl zvolen za všeobecnou kurii v obvodu Kolín, Český Brod atd. Ve vídeňském parlamentu setrval do konce funkčního období, tedy do roku 1901. V lednu roku 1896 se oženil s vdovou Bohumilou Šindelářovou rozenou Jandovou (* 1863). Oddal je monsignore Ferdinand Josef Lehner.
V 80. letech reprezentoval mladočechy v rámci střechové parlamentní české frakce Český klub (jednotné parlamentní zastoupení, do kterého se sdružili staročeši, mladočeši, česká konzervativní šlechta a moravští národní poslanci). K Českému klubu se připojil i po volbách roku 1885.
Mladočeská strana v té době ovšem byla jen málo výrazná a v praktické politice se neodlišovala od Národní (staročeské) strany, jejíž předseda František Ladislav Rieger roku 1885 po volbách do Říšské rady prohlásil s uspokojením, že „Mladočešství, může se říci, že se jaksi vůbec ztrácí. Eduard Grégr chová se velmi rozumně, pravými mladočechy jsou nyní vlastně Engel a Vašatý.“ S tím, jak aktivita mladočechů v druhé polovině 80. let ožívala a jak se strana emancipovala z jednotné české politické reprezentace, se ovšem Engel a jiní začali kriticky vymezovat vůči staročeskému vedení, které ztělesňoval Rieger. Když roku 1887 vrcholila takzvaná drobečková aféra (kampaň mladočechů cílená proti Riegrovi), byl Engel společně s dalšími mladočeskými předáky (včetně Eduarda Grégra) vyloučen z Českého klubu, protože podepsal veřejnou výzvu Riegrovi k provedení personální rekonstrukce Českého klubu. Poté tito čtyři mladočeši ustavili vlastní poslanecký klub. Engel byl jeho dlouholetým předsedou. V říjnu 1887 měl tento rodící se mladočeský klub (oficiálně Klub neodvislých českých poslanců) šest členů (kromě Engela ještě Gabriel Blažek, Eduard Grégr, Václav Robert z Kounic, Leopold Lažanský a Jan Vašatý). Předsedou klubu mladočechů na Říšské radě byl i po volbách roku 1891, kdy se jejich počet zvýšil na 37. Ještě k roku 1895 se uvádí jako člen výkonného výboru mladočeské strany a předseda poslaneckého klubu strany na zemském sněmu i Říšské radě. od roku 1891 zasedal jako jeden z pěti ředitelů v Hypoteční bance království českého.
Zatímco v 80. letech vystupoval radikálně opozičně, v 90. letech se postupně zařadil mezi umírněné křídlo mladočeské strany, jehož představitelem byl Josef Kaizl. Roku 1893 se díky jeho diplomatickému vystoupení na zemském sněmu mladočeská strana distancovala od podezření, že se podílela na přípravě vraždy konfidenta Rudolfa Mrvy. Engel podporoval mladočeskou vstřícnost vůči vládě Kazimíra Badeniho. V roce 1896 náležel do provládního křídla strany, které podpořilo návrh takzvané Badeniho volební reformy, jež rozšiřovala volební právo, třebaže nešla tak daleko, jak si mladočeši původně přáli. A reformu podpořil i při závěrečném hlasování, kdy 21 mladočechů bylo pro a 15 proti. V dubnu 1897 podpořil i přímý přechod mladočechů do provládního Badeniho tábora. Historik Otto Urban dokonce uvádí, že v tomto momentu Engel překročil své pravomoci předsedy poslaneckého klubu, když namísto pozorovatelské role přejal aktivní vyjednávací pozici. Podobně nestandardně proběhlo za jeho účasti i rozhodnutí o přímém vstupu Josefa Kaizla do vlády Franze Thuna roku 1898. Engel totiž byl informován o nabídce, kterou Kaizl k účasti v kabinetu dostal a odsouhlasil ji, ale nečekal na schválení formálními orgány strany. Odmítal výstřelky radikálního mladočeského křídla, které po pádu Badeniho vlády a odvolání Badeniho jazykových nařízení opakovaně spouštělo v Říšské radě obstrukce.
Koncem 19. století působil i jako ředitel Hypoteční banky.
V čele mladočeského klubu na Říšské radě setrval do roku 1900. Rezignoval 8. května 1900 v důsledku štěpení uvnitř poslaneckého klubu, jehož část aktivně podporovala radikálně opoziční a obstrukční kroky na Říšské radě. Poté, co o rok později skončil jeho mandát v Říšské radě, už byl jen poslancem zemského sněmu a aktivní politiku prakticky opustil. Od roku 1902 působil výlučně jako praktický lékař v Karlových Varech, kde také zemřel na onemocnění jater.
Je pohřben v Praze na Olšanských hřbitovech (část 5, odd. 17, hrob č. 18).
Podle podoby Emanuela Engela nakreslil Václav Brožík postavu Jana Husa na známém obrazu z kostnického koncilu.

## Sběratel umění
Po rodičích a dědečkovi, zakladateli pražského obchodu s uměním Franzi Zimmerovi, zdědil některé umělecké předměty, sbírku sám rozšířil a postupně daroval, zčásti do Národního muzea v Praze. Byl také mecenášem výtvarného umění.